# Тайлер Адамс
Тайлер Адамс (англ. Tyler Adams, нар. 14 лютого 1999, Воппінджерс-Фоллс) — американський футболіст, півзахисник англійського клубу «Борнмут».
Виступав, зокрема, за клуби «Нью-Йорк Ред Буллз», «РБ Лейпциг» та «Лідс Юнайтед», а також національну збірну США.
Володар Кубка Німеччини.

## Клубна кар'єра
Народився 14 лютого 1999 року в місті Воппінджерс-Фоллс. Вихованець футбольної школи клубу «Нью-Йорк Ред Буллз». Дорослу футбольну кар'єру розпочав 2016 року в основній команді того ж клубу, в якій провів два сезони, взявши участь у 52 матчах чемпіонату. Більшість часу, проведеного у складі «Нью-Йорк Ред Буллз», був основним гравцем команди.
Своєю грою за цю команду привернув увагу представників тренерського штабу клубу «РБ Лейпциг», до складу якого приєднався 2019 року. Відіграв за клуб з Лейпцига наступні три сезони своєї ігрової кар'єри. Граючи у складі «РБ Лейпциг» також здебільшого виходив на поле в основному складі команди.
До складу клубу «Лідс Юнайтед» приєднався 2022 року. Станом на 10 листопада 2022 року відіграв за команду з Лідса 12 матчів в національному чемпіонаті.

## Виступи за збірні
Протягом 2016–2017 років залучався до складу молодіжної збірної США. На молодіжному рівні зіграв в 11 офіційних матчах, забив 1 гол.
У 2017 році дебютував в офіційних матчах у складі національної збірної США.
У складі збірної — учасник чемпіонату світу 2022 року у Катарі.
| Дата       | Місто                    | Господарі         | Результат  | Гості                | Турнір                                   | Голи | Примітки |
| ---------- | ------------------------ | ----------------- | ---------- | -------------------- | ---------------------------------------- | ---- | -------- |
| 14-11-2017 | Лейрія                   | Португалія        | 1 – 1      | США                  | товариський матч                         | -    |          |
| 28-1-2018  | Карсон (Каліфорнія)      | США               | 0 – 0      | Боснія і Герцеговина | товариський матч                         | -    |          |
| 27-3-2018  | Кері (Північна Кароліна) | США               | 1 – 0      | Парагвай             | товариський матч                         | -    |          |
| 2-6-2018   | Дублін                   | Ірландія          | 2 – 1      | США                  | товариський матч                         | -    | 49'      |
| 9-6-2018   | Десін-Шарп'є             | Франція           | 1 – 1      | США                  | товариський матч                         | -    |          |
| 8-9-2018   | Іст-Ратерфорд            | США               | 0 – 2      | Бразилія             | товариський матч                         | -    |          |
| 12-9-2018  | Нашвілл                  | США               | 1 – 0      | Мексика              | товариський матч                         | 1    |          |
| 15-11-2018 | Лондон                   | Англія            | 3 – 0      | США                  | товариський матч                         | -    | 62'      |
| 20-11-2018 | Генк                     | Італія            | 1 – 0      | США                  | товариський матч                         | -    |          |
| 22-3-2019  | Орландо                  | США               | 1 – 0      | Еквадор              | товариський матч                         | -    |          |
| 12-11-2020 | Суонсі                   | Уельс             | 0 – 0      | США                  | товариський матч                         | -    | 71'      |
| 16-11-2020 | Вінер-Нойштадт           | США               | 6 – 2      | Панама               | товариський матч                         | -    | 76'      |
| 6-6-2021   | Денвер                   | США               | 3 – 2 д.ч. | Мексика              | Ліга націй КОНКАКАФ 2019-2020 - Фінал    | -    | 83'      |
| 9-6-2021   | Сенді                    | США               | 4 – 0      | Коста-Рика           | товариський матч                         | -    | кап. 62' |
| 2-9-2021   | Сан-Сальвадор            | Сальвадор         | 0 – 0      | США                  | Відбір до ЧС 2022                        | -    | кап.     |
| 5-9-2021   | Нашвілл                  | США               | 1 – 1      | Канада               | Відбір до ЧС 2022                        | -    |          |
| 8-9-2021   | Сан-Педро-Сула           | Гондурас          | 1 – 4      | США                  | Відбір до ЧС 2022                        | -    |          |
| 7-10-2021  | Остін (Техас)            | США               | 2 – 0      | Ямайка               | Відбір до ЧС 2022                        | -    | кап. 68' |
| 10-10-2021 | Панама                   | Панама            | 1 – 0      | США                  | Відбір до ЧС 2022                        | -    | 46'      |
| 13-10-2021 | Колумбус (Огайо)         | США               | 2 – 1      | Коста-Рика           | Відбір до ЧС 2022                        | -    | кап.     |
| 12-11-2021 | Цинциннаті               | США               | 2 – 0      | Мексика              | Відбір до ЧС 2022                        | -    | кап.     |
| 16-11-2021 | Кінгстон (Ямайка)        | Ямайка            | 1 – 1      | США                  | Відбір до ЧС 2022                        | -    | кап.     |
| 27-1-2022  | Колумбус (Огайо)         | США               | 1 – 0      | Сальвадор            | Відбір до ЧС 2022                        | -    |          |
| 30-1-2022  | Гамільтон                | Канада            | 2 – 0      | США                  | Відбір до ЧС 2022                        | -    | кап. 46' |
| 24-3-2022  | Мехіко                   | Мексика           | 0 – 0      | США                  | Відбір до ЧС 2022                        | -    | кап. 80' |
| 27-3-2022  | Орландо                  | США               | 5 – 1      | Панама               | Відбір до ЧС 2022                        | -    | 71'      |
| 30-3-2022  | Сан-Хосе                 | Коста-Рика        | 2 – 0      | США                  | Відбір до ЧС 2022                        | -    | 46'      |
| 2-6-2022   | Цинциннаті               | США               | 3 – 0      | Марокко              | товариський матч                         | -    | 66'      |
| 5-6-2022   | Канзас-Сіті (Канзас)     | США               | 0 – 0      | Уругвай              | товариський матч                         | -    |          |
| 14-6-2022  | Сан-Сальвадор            | Сальвадор         | 1 – 1      | США                  | Ліга націй КОНКАКАФ 2022-2023 - 1-й етап | -    | 77' 80'  |
| 23-9-2022  | Дюссельдорф              | Японія            | 2 – 0      | США                  | товариський матч                         | -    |          |
| 27-9-2022  | Мурсія                   | Саудівська Аравія | 0 – 0      | США                  | товариський матч                         | -    | 90+1'    |
| 21-11-2022 | Ер-Раян                  | США               | 1 – 1      | Уельс                | ЧС 2022 - груповий етап                  | -    | кап.     |
| 25-11-2022 | Ель-Хаур                 | Англія            | 0 – 0      | США                  | ЧС 2022 - груповий етап                  | -    | кап.     |
| 29-11-2022 | Доха                     | Іран              | 0 – 1      | США                  | ЧС 2022 - груповий етап                  | -    | кап. 43' |
| 3-12-2022  | Ер-Раян                  | Нідерланди        | 3 – 1      | США                  | ЧС 2022 - 1/8 фіналу                     | -    | кап.     |
| Усього     |                          | Матчів            | 36         |                      | Голів                                    | 1    |          |

## Титули і досягнення
- Володар Кубка Німеччини (1):

«РБ Лейпциг»: 2021-2022